# Damien Rice
Damien George Rice (Celbridge, 7 dicembre 1973) è un cantautore irlandese.

## Biografia
Damien Rice ha la sua prima esperienza musicale nel gruppo dei Juniper, con cui raggiunge un discreto successo con il singolo Weatherman. Tuttavia nel 1999, subito prima di incidere un album per la PolyGram, Damien abbandona il gruppo a causa delle richieste troppo esigenti della casa discografica, che vuole spingere il gruppo verso obiettivi troppo commerciali che lasciano poco spazio alle vere intenzioni del cantante. Dopo l'uscita di Damien Rice dal gruppo, Paul Noonan lo sostituisce e i Juniper diventano i Bell X1.
Nel marzo 1999 Damien si trasferisce in Toscana, per poi girare tutta l'Europa. Torna a Dublino un anno dopo pieno di idee. Sembra trovare un nuovo approccio alla musica e decide di registrare alcune canzoni. Invia il suo demo al produttore David Arnold (lo stesso di Björk), che rimane impressionato dalla voce del cantautore irlandese e finanzia il progetto musicale di Damien, procurandogli un po' di soldi per mettere in piedi uno studio mobile tutto suo.
Nel 2002 esce in Gran Bretagna e Irlanda l'album d'esordio O, preceduto dal singolo The Blower's Daughter. Il successo è mondiale, e Damien vince lo Shortlist Music Prize nel 2003. Molte delle canzoni di O vengono scelte per far parte della colonna sonora di molte serie televisive: Cannonball e The Blower's Daughter in The L Word, Delicate in Lost, Dr. House - Medical Division, Dawson's Creek, Alias, Misfits e CSI: Miami, Cold Water in E.R. - Medici in prima linea e nel film Stay - Nel labirinto della mente e Cannonball in The O.C. Nel 2004 The Blower's Daughter e le note al pianoforte di Cold Water fanno da colonna sonora al film Closer di Mike Nichols. The Blower's Daughter viene usata anche nel film di Nanni Moretti del 2006 Il caimano.
Con Damien canta stabilmente anche Lisa Hannigan. O, uscito nel luglio 2003 anche negli Stati Uniti e in Europa, è acclamato dalla critica, che porta l'autore ad alcune illustri apparizioni televisive, come il David Letterman Show. I due cantanti sono accompagnati da Tom Osander (batteria), Shane Fitzsimons (basso) e Vyvienne Long (violoncello). Con Christy Moore incide nel 2004 il singolo Lonely Soldier, il cui ricavato va in beneficenza. Lonely Soldier era stata scritta originariamente per il film Mickybo & Me, per essere poi sostituita da Steal a Mule, sempre di Rice. Nel febbraio 2005 Damien canta con Tori Amos The Power of Orange Knickers, dall'album The Beekeeper della cantante statunitense.
Nell'estate 2005 esce Unplayed Piano, canzone dedicata a Aung San Suu Kyi, leader della Birmania da tempo tenuta sotto gli arresti domiciliari.
Per l'album Warchild, che raccoglie canzoni di numerosi artisti acquistabili su internet per beneficenza, Damien Rice e Lisa Hannigan cantano Cross-eyed Bear, che Damien aveva scritto ai tempi dei Juniper (con il titolo Jewellery Box).
Collabora poi con Glen Hansard, cantante leader dei The Frames, scrivendo Leave, canzone che compare nell'album di Glen, The Swell Season del 21 aprile 2006.
Lisa Hannigan intanto canta Banríon mo Chroí, traduzione in gaelico di Queen Of My Heart dei Mary Janes (il vecchio gruppo di Mic Christopher). Questa canzone, insieme a molte altre canzoni in gaelico, compare nella compilation Ceol 06 (in gaelico Ceol significa musica). Sempre in questo periodo entra in sala di registrazione per registrare assieme a Lisa Don't Explain, toccante brano che appare nel disco di collaborazioni del grande pianista jazz Herbie Hancock.
Nel 2006 Damien suona in tour in America con Fiona Apple, e durante uno show a Toronto anticipa una probabile uscita del nuovo album per dicembre 2006.
Intanto organizza, insieme ad alcuni amici, l'edizione 2006 dell'Electric Picnic, festival che si tiene in Irlanda i primi di settembre. Il 6 novembre 2006 viene pubblicato il secondo album di Damien Rice, intitolato 9. Quindi il 20 novembre esce il primo singolo estratto dall'album, 9 Crimes, pezzo che comparirà anche nella colonna sonora del film di animazione Shrek terzo, mentre il 5 febbraio esce il secondo, Rootless Tree. Un mese dopo il terzo singolo, Dogs, esce solo nei Paesi Bassi in edizione limitata ed è un cofanetto di 3 cd contenenti alcune esibizioni dal vivo nei Paesi Bassi.
Il 25 marzo 2007 il sito ufficiale di Damien comunica l'uscita di Lisa Hannigan dal gruppo. Il 1º giugno 2008 Damien parte con la sua Mini Cooper, assieme ai suoi amici Ryan e Mia da Dublino, alla volta di Barcellona (per il concerto dei Radiohead del 12 giugno), con l'intenzione di scrivere una canzone al giorno per tutti i dieci giorni di viaggio. Tuttavia, a causa di un guasto alla pompa dell'acqua della Mini, il viaggio dura undici giorni (uno in più del previsto) ma Damien, Ryan e Mia sono comunque arrivati in tempo a destinazione, per vedere i Radiohead, prima di ritornare a Dublino per aprire i tre concerti di Leonard Cohen. Nell'estate del 2008 Damien ha iniziato a registrare, con Earl Harvin come batterista, le canzoni di Barcellona.
Nel 2012 esegue e registra una cover del brano One degli U2, che entra a far parte della colonna sonora del film The Impossible di Juan Antonio Bayona. Ha vissuto in Italia, per due mesi in una fattoria a Pontassieve. Mancavano luce e telefono: "Scappavo da me stesso", ha raccontato. Il 30 luglio 2012 si esibisce in Italia al Parco della Musica di Roma. Seguono i concerti a Firenze, Ferrara e Grado. Il 4 settembre 2014 viene annunciata ufficialmente, tramite il suo account Twitter ufficiale, l'uscita del suo terzo album My Favourite Faded Fantasy, prevista per il 31 ottobre dello stesso anno.

## Gruppo
- Damien Rice - chitarra, pianoforte, voce
- Lisa Hannigan - voce (in tour e in studio fino al marzo 2007)
- Joel Shearer (dei Pedestrian) - chitarra, voce, cajón (in tour nel 2003 e 2004, in tour e in studio dal 2006)
- Shane Fitzsimmons - basso (in tour e in studio)
- Vyvienne Long - cello, piano (in tour e in studio)
- Tom Osander - batteria, percussioni (in tour e in studio fino al 2007)
- Blair Sinta, Brendan Buckley - batteria, percussioni (in tour nel 2007)
- Earl Harvin - batteria, percussioni (in tour nel 2006, in studio nel 2008)

## Discografia

### Album in studio
- 2002 - O
- 2006 - 9
- 2014 - My Favourite Faded Fantasy

### EP
- 2003 - Live From The Union Chapel
- 2004 - B-Sides

### Singoli
- 2001 - The Blower's Daughter
- 2002 - Cannonball
- 2002 - Volcano
- 2003 - Woman Like A Man
- 2004 - Lonelily
- 2004 - Lonely Soldier (con Christy Moore)
- 2005 - Unplayed Piano
- 2006 - 9 Crimes
- 2007 - Rootless Tree
- 2007 - Dogs
- 2011 - Cannonball
- 2014 - I Don't Want to Change You

## Televisione

### Apparizioni televisive
- Jools Holland (29 novembre 2002)
  - The Blower's Daughter
- Other Voices (4 aprile 2003)
  - Delicate
  - Cold water & Hallelujah (Leonard Cohen cover)
  - Cannonball
  - The Blower's Daughter
  - Eskimo
- David Letterman (13 giugno 2003)
  - Cannonball
  - Volcano
- The Shortlist Music Prize (5 ottobre 2003)
  - The Blower's Daughter
  - Volcano
- Jay Leno (7 ottobre 2003)
  - Volcano
- Carson Daly (15 settembre 2003)
  - Volcano
  - The Blower's Daughter
- Conan O'Brien (22 luglio 2003)
  - Cold Water
- David Letterman (14 aprile 2004)
  - I Remember
- Jonathan Ross (7 maggio 2004)
  - Cold Water
- Glastonbury Festival (26 giugno 2004)
  - Lonely soldier
  - Delicate
  - Amie
  - Woman like a man
  - Prague
  - The Blower's Daughter Part 2
  - The Blower's Daughter & Creep (cover dei Radiohead)
  - Cannonball 5:05
  - Cold Water & Hallelujah (cover di Leonard Cohen)
  - I Remember
  - Seven Nation Army (cover dei White Stripes)
  - Volcano
- Headliners (24 luglio 2004)
  - Cannonball
  - Volcano
  - Woman Like A Man
  - The Blower's Daughter
  - Cold Water
- Austin City Limits (16 ottobre 2004)
  - Volcano
  - Delicate
  - Amie
  - Cannonball
  - The Blower's Daughter
- BBC 4 Session (13 novembre 2004)
  - Volcano
  - Delicate
  - Woman Like a Man
  - Lonely Soldier
  - The Blower's Daughter
  - Cold Water
  - Cannonball
  - Eskimo
  - I Remember
- Jay Leno (3 dicembre 2004)
  - The Blower's Daughter
- The Late Late Show (20 dicembre 2004)
  - The Blower's Daughter
- Nobel Peace Prize Concert (2005)
  - Unplayed Piano
  - Cold Water
- Festival di Sanremo (2014)
  - Cannonball
  - The Blower's Daughter